# Портильола
Портильола (итал. Portigliola) — коммуна в Италии, расположена в области Калабрия, в провинции Реджо-Калабрия.
Население составляет 1205 человека (2011 г.), плотность населения составляет 257 чел./км². Занимает площадь 5 км². Почтовый индекс — 89040. Телефонный код — 0964.
Покровителем коммуны почитается святой Леонард Ноблакский, празднование 6 ноября.

## Демография
Динамика населения:

## Администрация коммуны
- Официальный сайт: http://www.comune.portigliola.rc.it/ Архивная копия от 1 июля 2009 на Wayback Machine